# CanalBlog
Canalblog.com est un site internet français destiné à la création, la publication et l'hébergement de blogs.
Créée en 2003 par Jean-Baptiste Clot, la plateforme CanalBlog compte, au 1er mars 2015, plus de 1 300 000 blogs, même si certains sont inactifs ou nettement moins actifs que d'autres.
Courant 2011, le site CanalBlog se fait racheter par le groupe Webedia, filiale de Fimalac,.

## Historique
Jean-Baptiste Clot a créé en août 2004 la société Pinacolaweb pour gérer le site web CanalBlog, ouvert en novembre 2003. Modèle:Hugues Mauderly a rejoint la société en septembre 2006. Ils étaient cogérants de la société.
Le 17 janvier 2013 la société Pinacolaweb est dissoute (sans liquidation).
Avant le rachat de la société en 2011, son siège social était basé à L'Isle-Jourdain dans le Gers.